# Ala-Tsumba
Ala-Tsumba est un hameau de la commune de Setomaa, situé dans le comté de Võru en Estonie. Avant la réforme administrative d'octobre 2017, il faisait partie de la commune de Meremäe.

## Géographie
Ala-Tsumba est situé dans l'est du comté de Võru, près de la frontière avec la Russie, à 18 km au sud-ouest de Värska.